# Barbara Tillmann
Pour les articles homonymes, voir Tillman.
Barbara Tillmann, née vers 1971, est une chercheuse en sciences cognitives.

## Biographie
Elle dirige ses recherches au Centre de Recherche en Neurosciences de Lyon où elle est responsable de l’équipe Cognition auditive et psychoacoustique. En 2016, elle reçoit la médaille d'argent du CNRS pour ses travaux qui visent à décrypter les mécanismes cognitifs et neuronaux permettant au cerveau humain de percevoir les structures musicales.
Elle étudie plus particulièrement les phénomènes d’amusie congénitale. Ses travaux ont également contribué à révéler le rôle bénéfique de la musique dans le traitement de certains troubles cognitifs. Elle a ainsi démontré que des amorces musicales pouvaient améliorer les performances linguistiques d’enfants souffrant de dyslexie ou de dysphasie. Elle a organisé la conférence internationale Musique et neurosciences à Dijon en 2014. Barbara Tillmann est membre du conseil scientifique du Centre européen de musique.

## Publications sélectives
- Pineau, M., & Tillmann, B. (2001). Percevoir la musique: une activité cognitive. Editions L'Harmattan.
- (en) Norman-Haignere, S. V., Albouy, P., Caclin, A., McDermott, J. H., Kanwisher, N. G., & Tillmann, B. (2016).Pitch-Responsive Cortical Regions in Congenital Amusia. The Journal of Neuroscience, 36(10), 2986-2994.
- (en) Tillmann, B., Bharucha, J. J., & Bigand, E. (2000). Implicit learning of tonality: a self-organizing approach. Psychological review, 107(4), 885.
- (en) Janata, P., Birk, J. L., Van Horn, J. D., Leman, M., Tillmann, B., & Bharucha, J. J. (2002). The cortical topography of tonal structures underlying Western music. science, 298(5601), 2167-2170.
- (en) Tillmann, B., Janata, P., & Bharucha, J. J. (2003). Activation of the inferior frontal cortex in musical priming. Cognitive Brain Research, 16(2), 145-161.
- (en) Janata, P., Tillmann, B., & Bharucha, J. J. (2002). Listening to polyphonic music recruits domain-general attention and working memory circuits. Cognitive, Affective, & Behavioral Neuroscience, 2(2), 121-140.
- (en) Tillmann, B., Koelsch, S., Escoffier, N., Bigand, E., Lalitte, P., Friederici, A. D., & von Cramon, D. Y. (2006). Cognitive priming in sung and instrumental music: activation of inferior frontal cortex. Neuroimage, 31(4), 1771-1782.
- (en) Bigand, E., Madurell, F., Tillmann, B., & Pineau, M. (1999). Effect of global structure and temporal organization on chord processing. Journal of Experimental Psychology: Human Perception and Performance, 25(1), 184.
- (en) Bigand, E., Poulin, B., Tillmann, B., Madurell, F., & D'Adamo, D. A. (2003). Sensory versus cognitive components in harmonic priming. Journal of Experimental Psychology: Human perception and performance, 29(1), 159.
- (en) Bigand, E., Tillmann, B., Poulin, B., D'Adamo, D. A., & Madurell, F. (2001). The effect of harmonic context on phoneme monitoring in vocal music. Cognition, 81(1), B11-B20.
- (en) Tillmann, B., Bigand, E., & Pineau, M. (1998). Effects of global and local contexts on harmonic expectancy. Music Perception: An Interdisciplinary Journal, 16(1), 99-117.
- (en) Tillmann, B., Schulze, K., & Foxton, J. M. (2009). Congenital amusia: A short-term memory deficit for non-verbal, but not verbal sounds. Brain and cognition, 71(3), 259-264.

## Récompenses et honneurs
- 2004 : médaille de bronze du CNRS[1]
- 2016 : médaille d'argent du CNRS